# St. Michael (Beratzhausen)

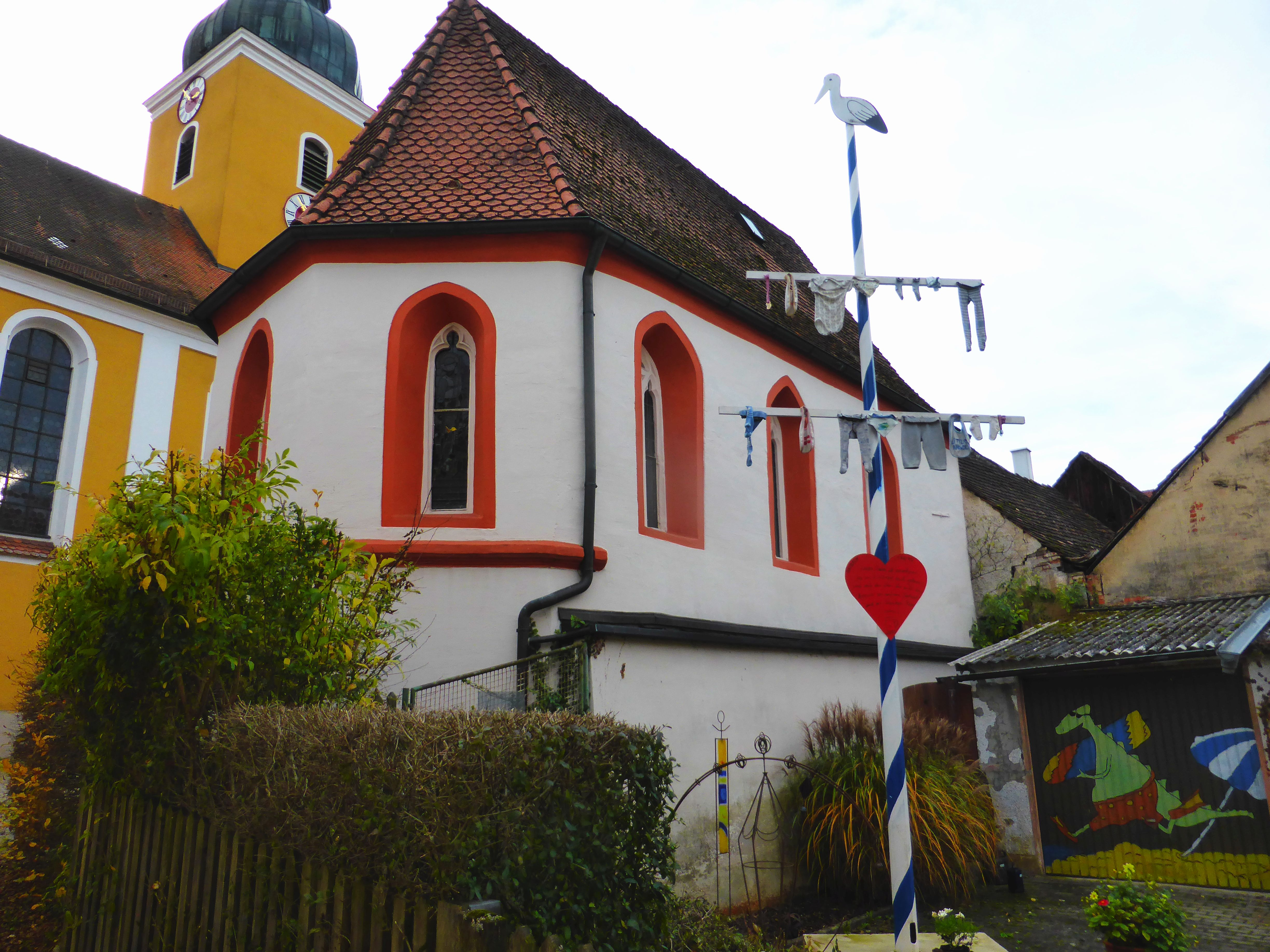
St.-Michaels-Kapelle in Beratzhausen

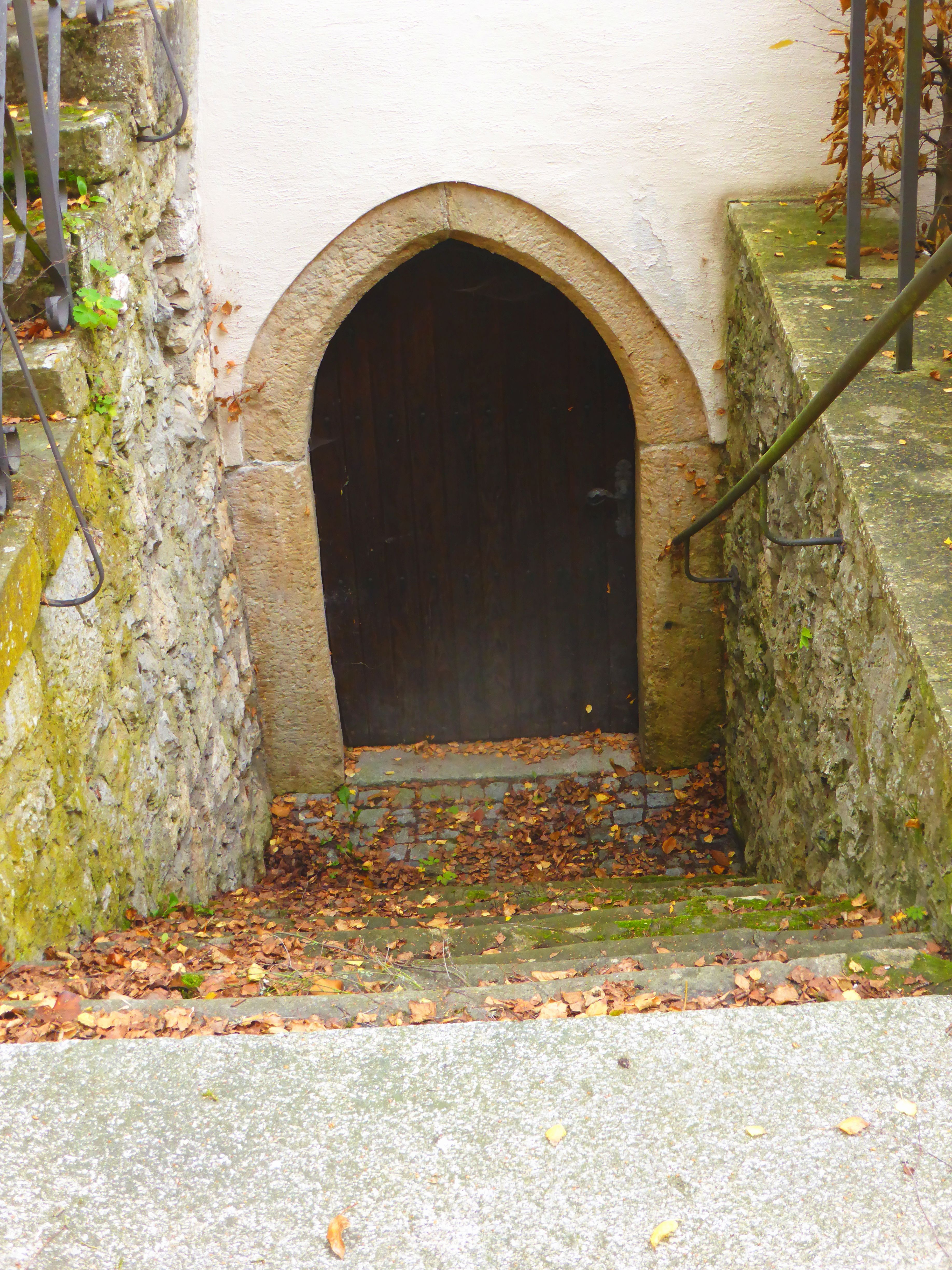
Zugang zum ehemaligen Karner der St.-Michaels-Kapelle

Die römisch-katholische Friedhofskapelle St. Michael von Beratzhausen liegt nördlich der Pfarrkirche St. Peter und Paul und gehört zum Dekanat Laaber-Regenstauf des Bistums Regensburg.

## Geschichte
Da im Chor ein Wappen der Stauffer zu Ehrenfels zu sehen ist und diese erst 1335 in den Besitz von Beratzhausen gekommen sind, ist die Erbauungszeit der Kapelle nicht vor der Mitte des 14. Jahrhunderts anzunehmen.
Die Kapelle wurde bisweilen nicht besonders geschätzt. In einem Visitationsbericht des von Tettelbach von 1584 heißt es: „Die Kirche St. Michael wollen sie ausräumen und dem Mesner eine Wohnung darin machen.“ Auch in neuerer Zeit setzte sich diese Geringschätzung fort, sie wurde als Krankenlager, behelfsmäßiges Leichenhaus und als Lagerraum für kirchliche Gerätschaften verwendet. Pfarrer Fichtl wollte nach dem Zweiten Weltkrieg die Kapelle in ein Jugendheim umgestalten. Dazu wurde die alte gotische Decke herausgeschlagen und durch eine Holzdecke ersetzt. Letztlich ließ sich dieser Plan nicht umsetzen. Später sollte daraus eine Kriegergedächtniskapelle werden; auch dieser Plan zerschlug sich, da die Marktgemeinde nicht einverstanden war, einen Unterschied zwischen katholischen und evangelischen Gefallenen zu machen.
1964 wurde die Kapelle nach denkmalpflegerischen Gesichtspunkten renoviert und ist heute als geschichtlich und künstlerisch wertvoll anerkannt.

## Baulichkeit
Die zweigeschossige Kapelle ist ein gotisches Bauwerk. Sie besitzt einen nicht eingezogenen Chor (um 1440 errichtet) aus fünf Achteckseiten. Das Langhaus ist flach gedeckt. Der Chor besitzt ein Sternengewölbe mit einem Schlussstein der Stauffer zu Ehrenfels. Das Staufferwappen befindet sich auch auf dem mittleren der Wappenschilder an einem der Gewölbeanfänge. Die hohl profilierten Rippen sitzen am Chorbogen auf profilierten Konsolen. Als Gewölbeanfänge dienen ein Engel mit Spruchband, ein weiteres stark verschlungenes Spruchband, Rankenwerk und eine Wappenkonsole.
Die Kapelle besitzt fünf Fenster mit Maßwerk, an der Südseite des Langhauses ist eine Spitzbogentüre. Unter der Kapelle befand sich ein Ossuarium. Dieses war über eine von außen nach unten führende Treppe zu erreichen. Das Beinhaus war bis 1964 mit Totenschädeln und Gebeinen der Toten angefüllt. Diese sterblichen Überreste wurden von der Gemeinde entnommen und in einer kellerartigen Gruft unterhalb des Leichenhauses beigesetzt. Der Zugang wurde vermauert.

## Ausstattung
Am Altar stellen zwei Holzfiguren den heiligen Petrus und den heiligen Michael mit einem Flammenschwert aus dem 15. Jahrhundert dar. An der Südseite befindet sich ein außen bemaltes Kruzifix als Steinrelief vom Ende des 14. Jahrhunderts.